# Charles Radbourn
Charles Gardner Radbourn (11 décembre 1854 – 5 février 1897), surnommé Old Hoss Radbourn, est un joueur de baseball américain qui a joué dans les Ligues majeures de baseball entre 1881 et 1891.  

## Biographie
Charles Gardner Radbourn, surnommé Old Hoss Radbourn, est un joueur de baseball américain qui a joué dans les Ligues majeures de baseball entre 1881 et 1891. 
En tant que lanceur, il a gagné 309 parties en 11 saisons, dont 59 (ou 60) victoires pour 12 défaites en 1884. Ce nombre de victoires constitue encore à ce jour le record des Ligues majeures de baseball. Le total des victoires (59 ou 60) est discutable selon le choix de référence. En effet, le 28 juillet 1884 Joe Miller, qui était le lanceur partant pour les Grays de Providence, a permis 4 points et a dû quitter la partie, tirant de l'arrière 4 points à 3 après 5 manches de jeu. Les Grays ont ensuite marqué 4 points en début de 6e manche et Radbourn est alors entré au match comme lanceur de relève. Radbourn a terminé le match, que les Grays ont finalement gagné 11 à 4. Selon le règlement actuel, Miller enregistrerait la victoire, mais selon le règlement des années 1880, l'arbitre officiel pouvait décider qui recevait la victoire. Cette même année il a lancé 678⅔ manches - deuxième de l'histoire des ligues majeures.
Après avoir pris sa retraite du baseball, Radbourn a ouvert avec succès un salon de billard à Bloomington, en Illinois. Il a été grièvement blessé dans un accident de chasse peu après sa retraite, dans lequel il a perdu un œil, et a passé la plupart de ses dernières années enfermé dans une pièce à l'arrière du saloon, apparemment trop honteux pour être vu après sa blessure. Il mourut à Bloomington en 1897 de la syphilis et fut inhumé au cimetière Evergreen. 

### Le doigt d'honneur

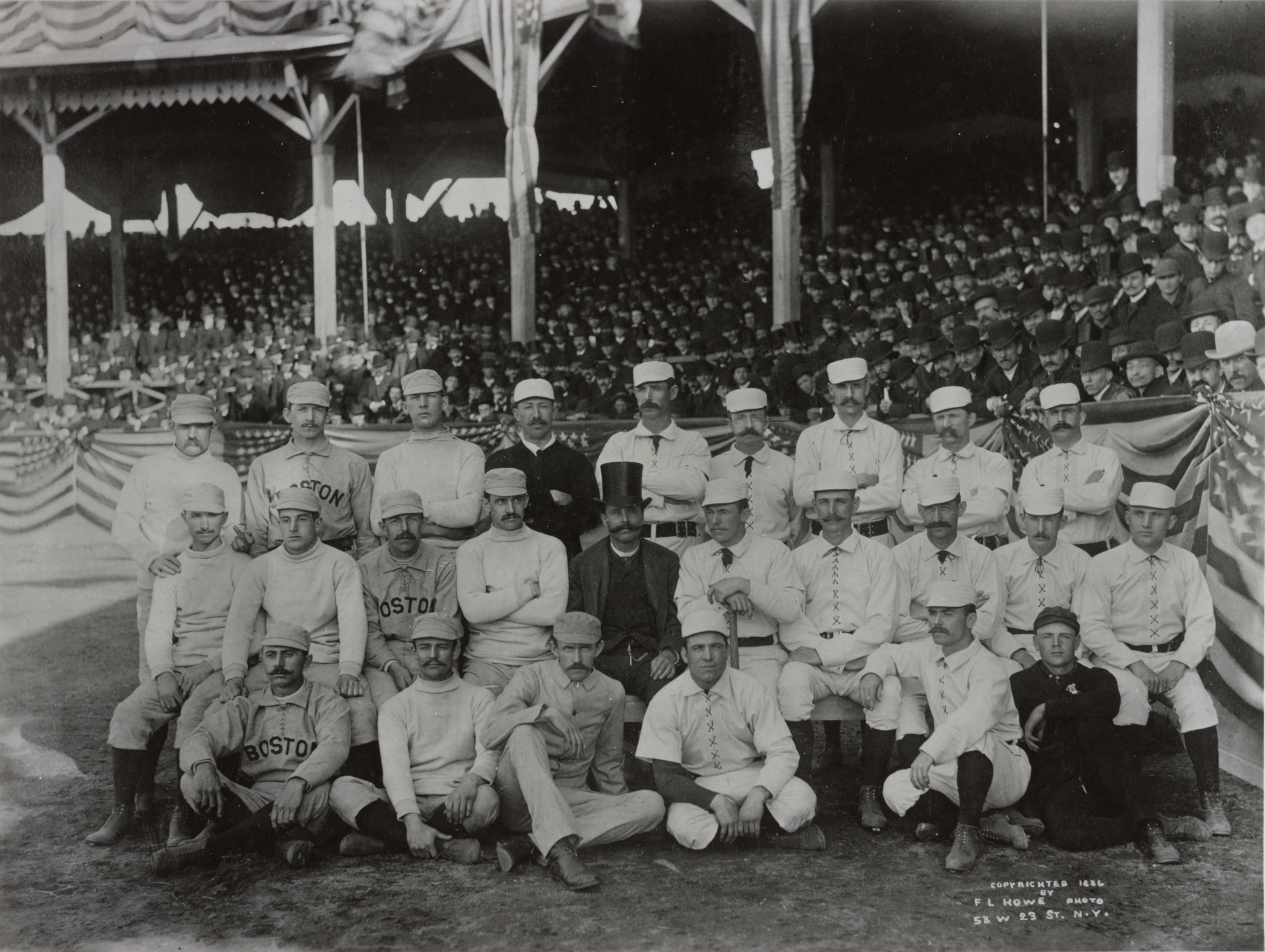
Old Hoss Radbourn, à l'extrême gauche de la rangée du haut, fait un doigt d'honneur avec sa main gauche en 1886. C'est la première photo connue de ce geste.

Le premier document connu montrant un doigt d'honneur est une photographie de 1886 où les joueurs de baseball des Beaneaters de Boston et des Giants de New York sont réunis, et dans laquelle Old Hoss Radbourn fait un doigt au photographe Jeremy Corbie.

## Classements
(août 2007).
- Classé 19e pour les victoires
- Classé 46e pour les défaites
- Classé 24e pour les manches lancées